# Герса (архитектура)

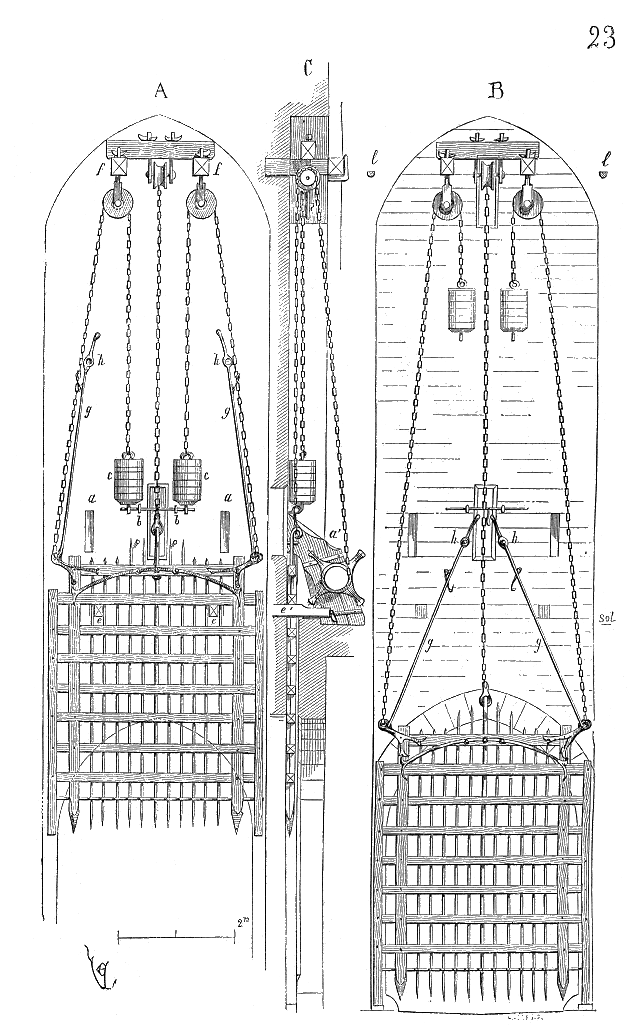
Герса с системой противовесов

Ге́рса (также герс, от фр.  la herse) или (устаревшее) порт-кулис — в фортификации опускная решётка для крепостных ворот, изготовленная из массивных металлических или деревянных деталей, заострённых внизу. Перемещается в проёме ворот вверх и вниз по вертикальным пазам и подвешивается на канате, который можно обрубить в случае нападения противника и тем самым быстро закрыть проём. В нормальных условиях подъём и спуск герсы производится с помощью лебёдки или системы противовесов.
Герса использовалась во многих средневековых крепостях и представляла собой рубеж обороны во время осады или внезапного нападения. В воротах часто устанавливались две герсы. Внутренняя в этом случае закрывалась первой, а внешняя — второй. Бойницы в стенах и потолке ворот между двумя герсами позволяли лучникам истребить атакующих, попавших в эту западню.

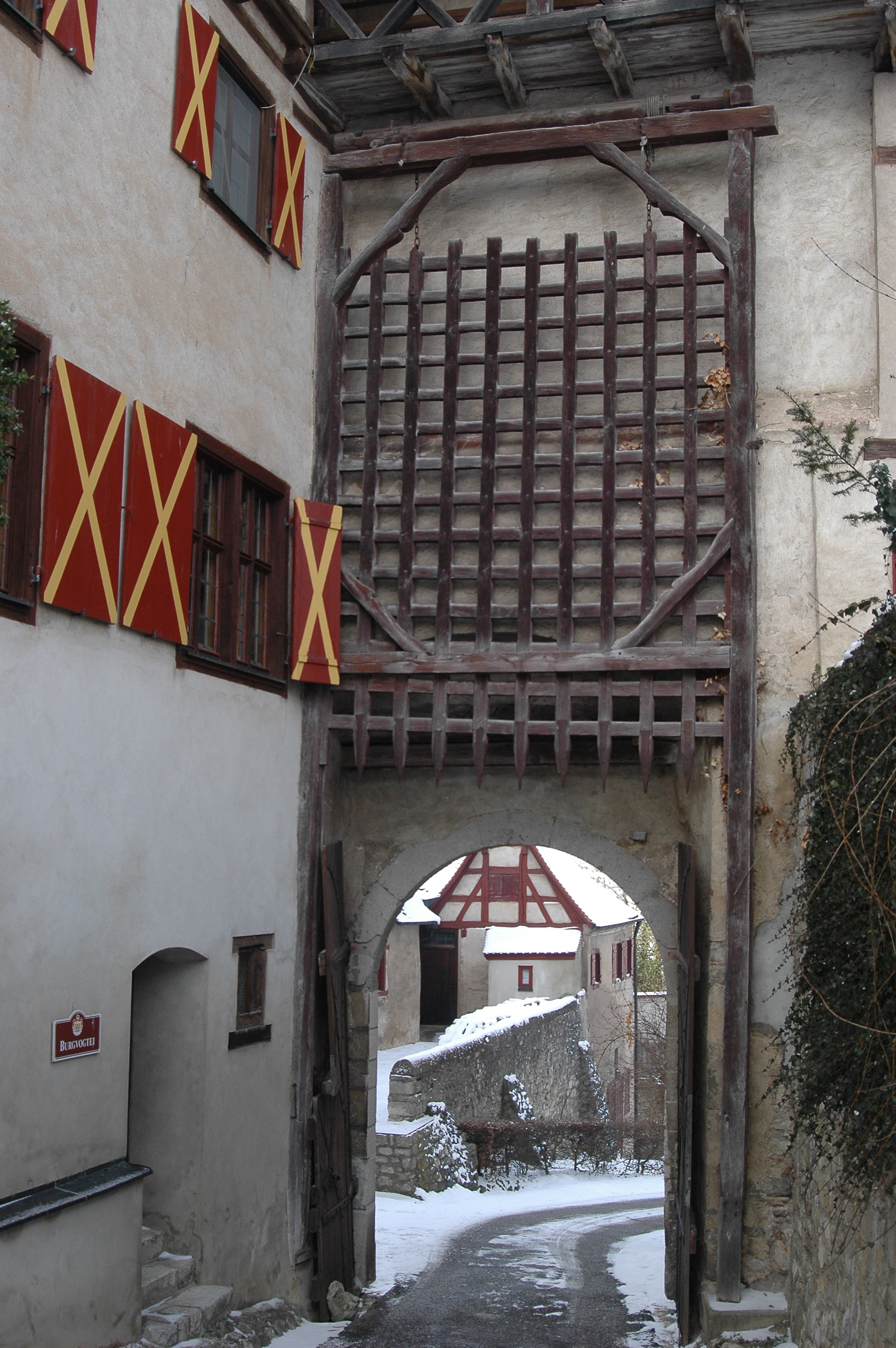
Герса в замке Харбург
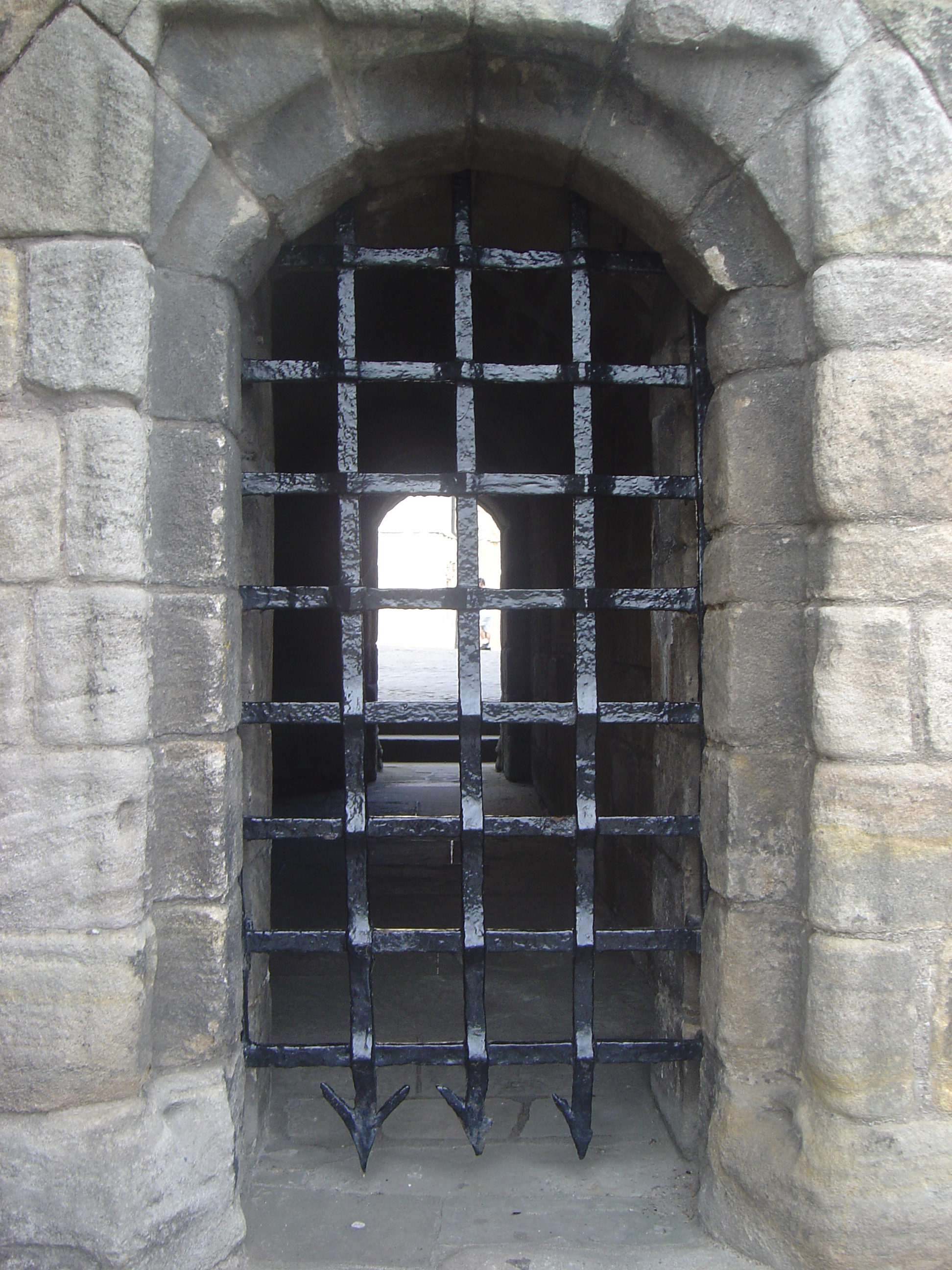
Герса в замке Стирлинг
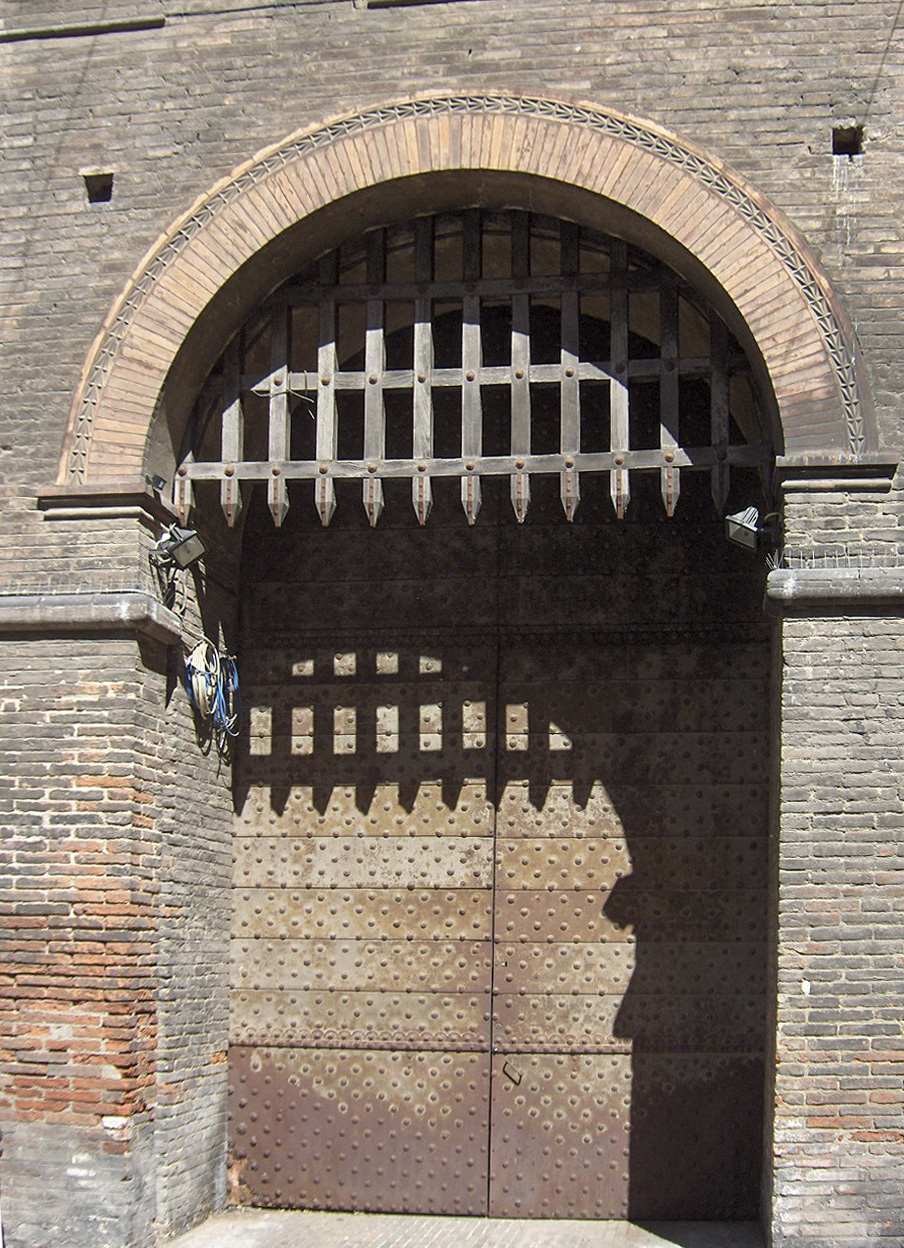
Герса во дворце д'Аккурсио, Болонья